# Jerry Heller
Gerald Elliot "Jerry" Heller (Cleveland, 6 ottobre 1940 – Thousand Oaks, 2 settembre 2016) è stato un manager e produttore discografico statunitense.
È particolarmente conosciuto per aver portato fama al mondo del gangsta rap della West Coast e degli N.W.A.

## Biografia
Prima di lavorare con gli N.W.A., Heller aveva collaborato con altri importanti artisti della scena musicale, ossia i Pink Floyd, Elton John, Marvin Gaye, i Journey e i Kraftwerk. Al termine degli anni ottanta diede un importante contributo al successo degli N.W.A. anche se, dopo qualche anno, il gruppo decise di abbandonare la collaborazione con Heller a causa di dissapori in merito alla gestione manageriale dello stesso. Con Eazy-E ha, inoltre, fondato l'etichetta discografica Ruthless Records, che ha gettato le basi per il successo di Priority Records e Interscope Records. Il 2 settembre 2016 perde la vita a seguito di un attacco cardiaco al Los Robles Hospital di Thousand Oaks.